# Xanthetis naringa
Xanthetis naringa là một loài bướm đêm thuộc phân họ Arctiinae, họ Erebidae.